# 忠烈庙 (河内市)

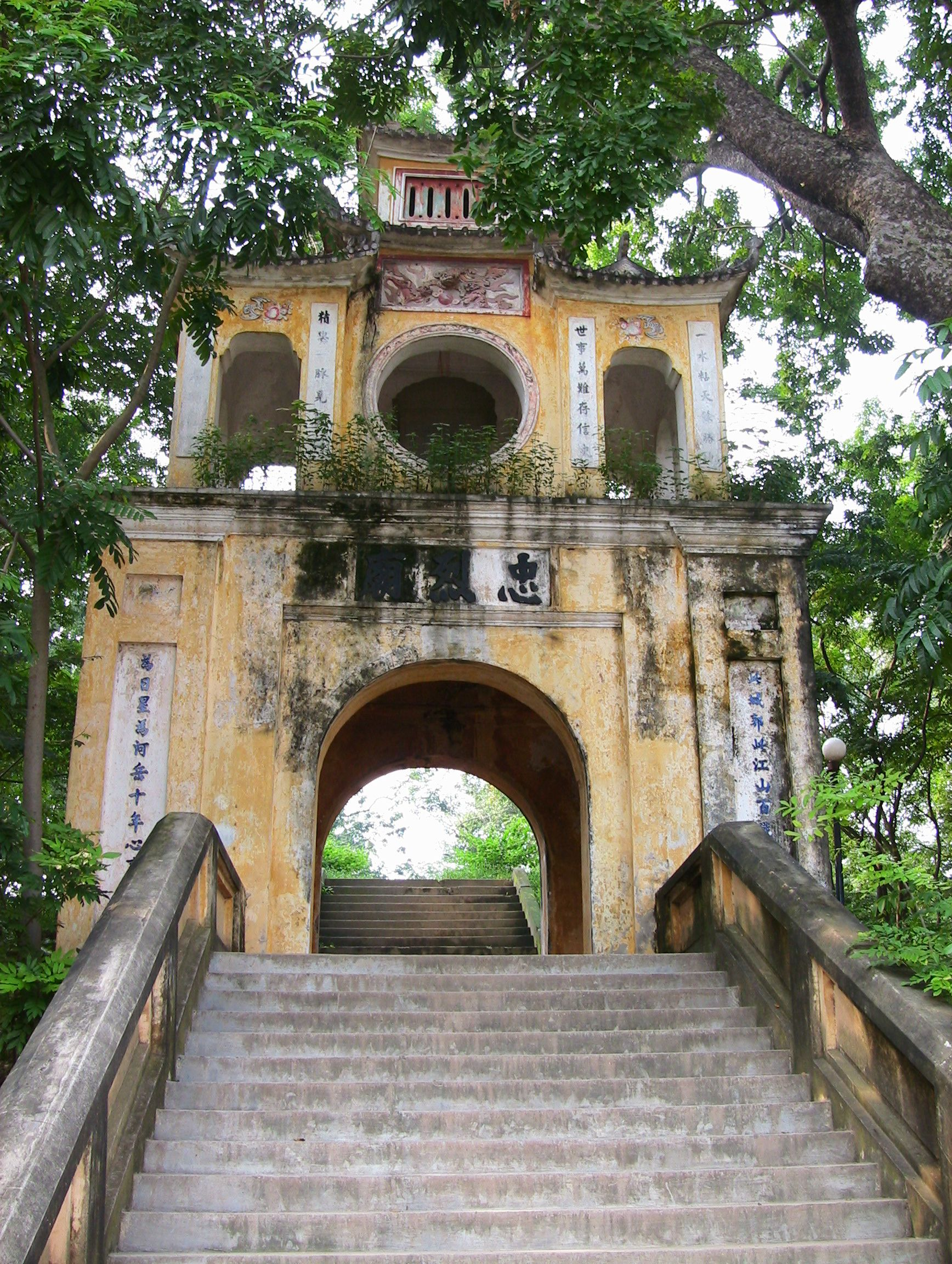
忠烈庙大门

忠烈庙又名武庙，是越南奉祀军事功臣名将的祠庙，位于越南河内市棟多郡光中坊（phường Quang Trung）西山街（Phố Tây Sơn）。
忠烈庙始建于1685年（黎熙宗正和六年），靠近阮劝街的文庙，奉祀黎朝功臣名将。首先入祀的是黎来。但是根据《钦定越史通鉴纲目》，这里也供奉陈兴道乃至一些汉人，例如管子、孙子等。
在19世纪，阮朝的阮知方、黄耀、张国用、段寿、阮高也入祀忠烈庙。1946年, 该庙供奉光中皇帝。
如今庙已不存。只有大门和楼梯尚存。山顶上仍有庙基遗迹。